# Євусеї

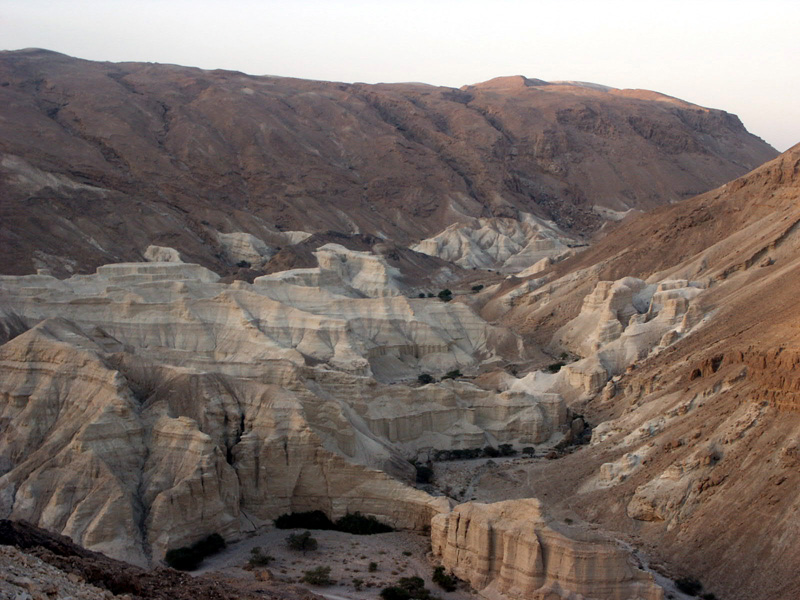
Юдейські гори і Юдейська пустеля, вигляд з боку Мертвого моря

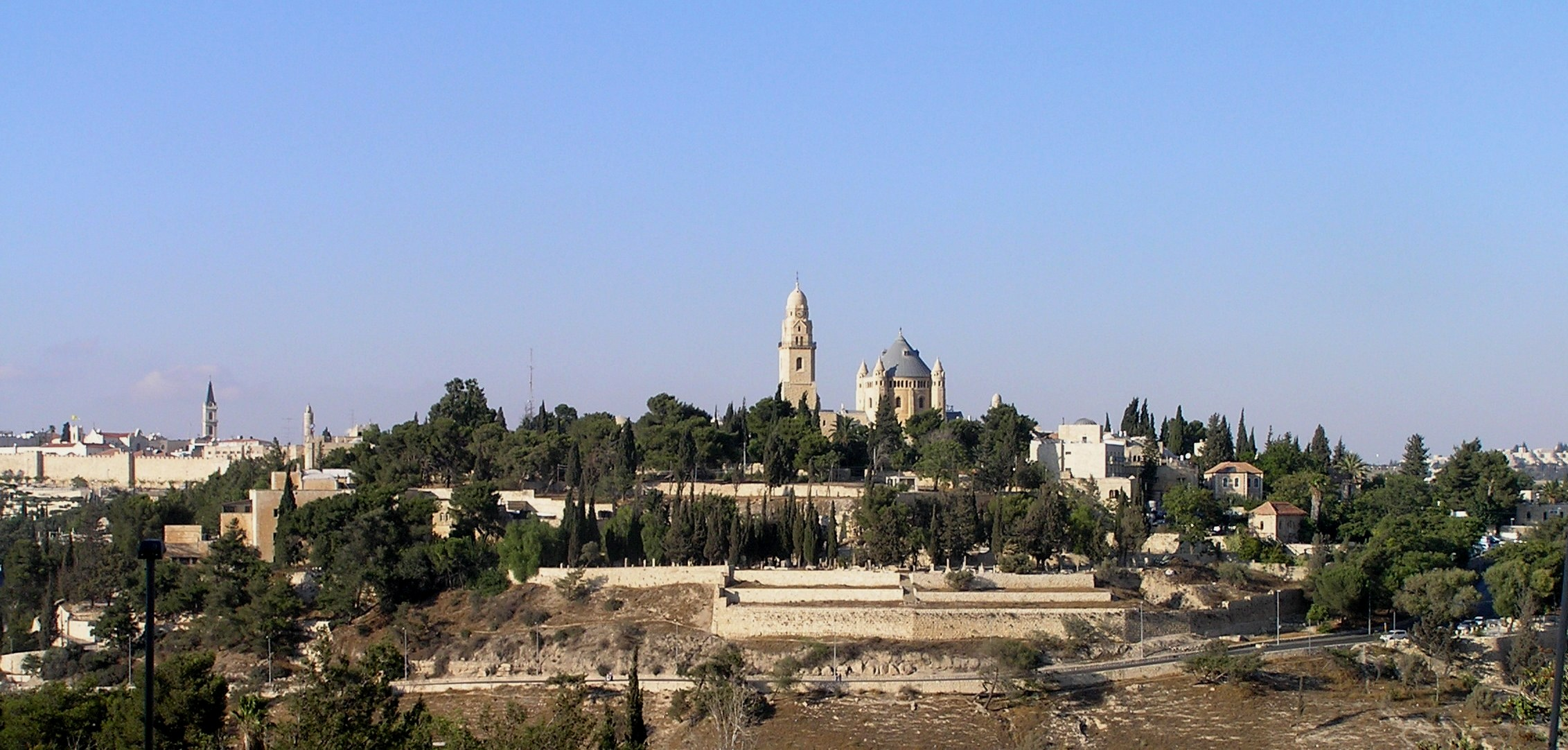
Гора Сіон

Євусеї, або євусеяни (івр. יְבוּסִים) — згідно зі Старим Заповітом доєврейське населення Юдеї, які в кінці III тис. до н. е. заснували місто Єрусалим (перш відомий як Салім або Євус — Суд 19:10) та спочатку населяли його. Згідно з Біблією, жили в горах (Нав. 11:3) і були нащадками євусеянина з роду Ханаана, онука Ноя (1 М. 10:15-16). Існує гіпотеза про спорідненість євусеїв з хеттами. Керувалися царями, ім'я одного з них — Абду-Геба (раба Єви) — згадується в єгипетських папірусах часів Аменхотепа III, а ім'я іншого — Адоніседека — зберегла Біблія (Нав. 10:3). Втім, останній міг мати аморейське походження (Нав. 10:5), з чого робиться висновок, що на момент приходу євреїв євусеяни були народом змішаного семіто-хуррито-хеттського походження, що знаходить підтвердження в Біблії (Єз. 16:3).
При завоюванні Ханаану Ісусом Навином коаліція місцевих царів, в числі яких був цар Єрусалиму, була розгромлена в битві при Гаваоні, проте підкорити гірських євусеїв не вдалося (Нав. 15:63). У наступну епоху Суддів євусеї були цілком незалежним народом, а Єрусалим не входив до складу Ізраїлю:
І прийшов до Євусу, що [нині] Єрусалим; з ним пара нав'ючених ослів, і його наложниця з ним. Коли вони були при Євусі, то день дуже схилився. І сказав слуга до господаря свого: зайдемо в це євусейське місто та ночуємо в ньому. Казав йому господарь його: ні, не підемо до міста чужинців, бо вони не з Ізраїлевих синів, а перейдемо до Ґів'и (Суд. 19:10–12)
Край існуванню євусеїв не настав навіть за царя Давида, що взяв штурмом іевусейскій акрополь на горі Сіон і переніс туди столицю своєї держави. До цього Давид правив в місті Хевроні. Після того, як Давид завоював Євусі, він почав правити над усім Ізраїлем.
І пішов Давид та весь Ізраїль до Єрусалиму, відомого як Євус. А там були євусеяни, мешканці того краю. І сказали мешканці Євусу Давиду: Ти не ввійдеш сюди. Але Давид здобув твердиню Сіон (1Пар 11:4-5)
Це сталося за 33 роки до смерті Царя Давида (2Цар. 4: 5-9) або близько 1000 року до н. е. Єрусалим втратив свого іевусейского царя в битві Бет-Хоронській, був розграбований і спалений коліном Юди; фортеця його, влаштована на висоті, була зайнята і підкорена Давидом (2Цар. V, 6, 7). 

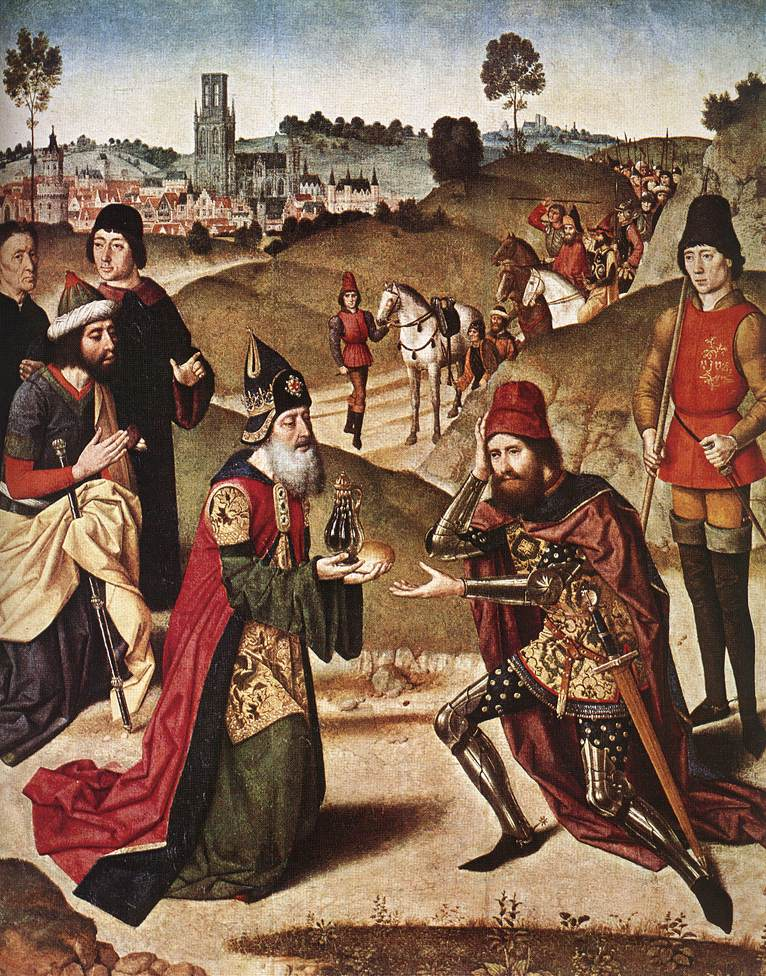
Зустріч Авраама з Мелхиседеком

Але, незважаючи на це, винищити або вигнати з Єрусалиму всіх євусеїв євреям не вдалося. Наприклад, за часів Давида цар купив у заможного ієвусеянина на ім'я Орна тока й худобу за 50 шеклів срібла. Цікаві подробиці, що повідомляються про цю чудову особистості в біблійній історії (2Цар. XXIV, 18-25).
Соломон звелів євусеям, фортецю яких було взято Давидом, платити данину (2Пар VIII, 7, 8). Разом з іншими жителями Єрусалима євусеї згадуються Біблією і після повернення юдеїв з полону вавилонського. Іоанн Дамаскін згадує євусеїв як один з чотирьох «розмов» самаритян.

## Цікаві факти
За деякими відомостями, євусеєм був також цар салімський Мелхиседек, який зустрічав Авраама хлібом та вином. Це підтверджується тим фактом, що священна для євусеян гора Сіон продовжила шануватися і в юдеїв.